# Pteronetta hartlaubii
L'anatra di Hartlaub (Pteronetta hartlaubii (Cassin, 1860)) è un uccello della famiglia degli Anatidi. È l'unica specie nota del genere Pteronetta.
Il nome della specie è un omaggio allo zoologo tedesco Gustav Hartlaub (1814-1900).

## Distribuzione e habitat
La specie è ampiamente diffusa nell'Africa subsahariana (Mali, Guinea, Sierra Leone, Liberia, Costa d'Avorio, Ghana, Nigeria, Sudan, Camerun, Repubblica Centrafricana, Guinea Equatoriale, Gabon, Repubblica Democratica del Congo, Uganda e Angola.)